# Yerraminnup River
Der Yerraminnup River ist ein Fluss im Südwesten des australischen Bundesstaates Western Australia.

## Geografie
Der Fluss entspringt etwa 20 Kilometer südlich von Mayanup. Er fließt in südlicher und dann in südöstlicher Richtung durch unbesiedeltes Gebiet. Rund 20 Kilometer nördlich von Strachan mündet er in den Perup River.